# Twisted Metal 2
Twisted Metal 2 (auch Twisted Metal: World Tour und Twisted Metal EX) ist ein actionorientiertes Rennspiel und der zweite Titel der Twisted-Metal-Reihe. Es wurde vom US-amerikanischen Studio SingleTrac entwickelt und Ende 1996 von Sony für PlayStation und Windows veröffentlicht.
Der Spieler übernimmt die Rolle eines von mehreren wählbaren Charakteren und nimmt mit diesem am Twisted-Metal-Turnier statt. Bei diesem bekämpfen sich die Fahrer mit bewaffneten Fahrzeugen.
Das Spiel stellt den bisher erfolgreichsten Teil der Twisted-Metal-Reihe dar. Zwei Jahre nach seiner Veröffentlichung erschien der Titel in der Reihe PlayStation Greatest Hits. 2007 gaben die Entwickler den Titel zum kostenlosen Herunterladen über das PlayStation Network frei.

## Handlung
Die Handlung des Spiels spielt im Jahr 2006, ein Jahr nach dem ersten Twisted-Metal-Teil. Die Stadt Los Angeles, Austragungsort des ersten Twisted-Metal-Wettkampfs, wurde durch diesen fast vollständig zerstört. Bei diesem Wettkampf kämpfen mehrere Fahrer mit bewaffneten Fahrzeugen in verschiedenen abgesperrten Gebieten gegeneinander, bis am Ende nur einer überlebt. Dieser Fahrer wird zum Gewinner des Wettkampfs ernannt und bekommt einen beliebigen Wunsch vom Veranstalter Calypso erfüllt.
Die Twisted-Metal-Meisterschaft von 2006 spielt nicht mehr nur an einem Ort, sondern an verschiedenen Orten auf der Welt, durch die der Spieler sich nacheinander kämpft. Dabei kann er die Rolle von einem von insgesamt 14 Fahrern übernehmen.
Der Wettkampf startet in den Ruinen von Los Angeles. Die nächsten Etappen stellen ein Raketensilo bei Moskau und die Stadt Paris dar. Anschließend werden die Fahrer ins Amazonas-Gebiet entsendet. Nachdem der Spieler dort alle Gegner besiegt hat, stellt sich ihm Minion, der Gewinner der letzten Twisted-Metal-Meisterschaft entgegen. Nachdem er auch diesen besiegt hat, finden die nächsten Etappen in New York City, Antarktika und Niederlande statt. Das Finale der Meisterschaft wird in Hongkong ausgetragen. Nachdem dort alle Gegner ausschaltet sind, wird der Spieler von Dark Tooth angegriffen, dem Vater eines besiegten Gegners. Mit dem Sieg über Dark Tooth endet das Turnier und eine Zwischensequenz wird eingeblendet, in der der Spieler in New York seinen Preis erhält. Welche Sequenz gespielt wird und welcher Wunsch darin erfüllt wird, hängt davon ab, mit welchem Charakter die Meisterschaft bestritten wurde.

## Spielprinzip

### Allgemein
Twisted Metal 2 vereint Elemente von Rennspielen und Third-Person-Shootern. Das Konzept wurde aus dem Vorgänger übernommen. Der Spieler übernimmt die Kontrolle über ein Fahrzeug, welches mit Maschinengewehren bewaffnet ist. Auf einem abgesperrten Areal tritt er gegen bis zu acht ebenfalls bewaffnete Fahrzeuge an und versucht, diese zu zerstören.

### Rennverlauf
Die an einem Kampf teilnehmenden Fahrzeuge, bis zu neun, werden auf der Strecke auf zufällige Startpositionen verteilt. Nach dem Startsignal können sie sich frei auf der Strecke bewegen und das Feuer auf ihre Gegner eröffnen.
Auf den Strecken sind Power-ups versteckt, die von allen Rennteilnehmern aufgesammelt werden können. Diese umfassen Waffen und Reparaturkits. Aufsammelbare Waffen umfassen z. B. Napalm, Raketen oder Minen. Reparaturkits dienen zur Beseitigung von Schäden. Jedes Fahrzeug besitzt eine individuelle Waffe, deren Vorrat sich mit der Zeit automatisch regeneriert.
Eine Neuerung gegenüber dem Vorgänger stellt die Möglichkeit dar, während des Rennens durch spezielle Tastenkombinationen besondere Attacken und Verteidigungsmechanismen zu aktivieren. Dazu zählen ein Schutzschild oder das Legen von Minen.

### Strecken
Twisted Metal 2 beinhaltet insgesamt acht Rennstrecken. Die Rennstrecken sind an verschiedenen Orten der Welt angesiedelt, etwa in Los Angeles, wo auch der erste Twisted-Metal-Titel spielte, in Moskau, in Paris oder in Hongkong. Die Strecken variieren zwischen real und fiktiv. Während eine im Amazonas-Gebiet angesiedelte Strecke Lavaströme und unterirdische Gänge besitzt und damit klar fiktiv ist, besitzt die Hongkong-Strecke chinesische Tempel und Wohngebäude, orientiert sich also stark an der Realität. Auf einigen Strecken gibt es zerstörbare Elemente in der Umgebung. So kann beispielsweise in Paris der Eiffelturm gesprengt werden. Die Streckengestaltung ist insgesamt actionorientiert. Fast alle Gebiete bieten zahlreiche Möglichkeiten für Sprünge und andere Stunts.

## Rezeption

### Bewertungen in Spielemagazinen
Bei Kritikern schnitt die PlayStation-Version häufig wesentlich besser ab, als die Windows-Version. Die Webseite GameRankings, die Testberichte sammelt und einen Wertungsdurchschnitt ermittelt, berechnete für erstere eine Metawertung von 86,44 %, für letztere eine Metawertung von 49,50 %.
Jeff Miller vom Spielemagazin GameSpot lobt das Spielkonzept, das viele Abwechslungen biete und Schwächen des Vorgängers verbessere. Im Vergleich mit dem Vorgänger lobt er ebenfalls, dass insgesamt mehr Inhalt, sowohl bei den Strecken als auch bei den Fahrzeugen vorhanden ist. Bei den Strecken hebt er hervor, dass diese an reale Umgebungen angelehnt sind, während die Strecken im Vorgänger weitgehend fiktiv sind. Als einzigen Kritikpunkt nennt der Autor die Steuerung, die zumindest in der PlayStation-Version recht umständlich sei.
Die Tester der Redaktion vom britischen Online-Magazin IGN bewertet das Spiel überwiegend positiv. Der Mehrspieler-Modus von Twisted Metal 2 erhält viel Lob und wird als einer der unterhaltsamsten seiner Art bezeichnet. Sie loben ebenfalls das Spielkonzept, bemängeln allerdings, dass dies überwiegend aus dem Vorgänger Twisted Metal unverändert übernommen wurde. Des Weiteren kritisieren sie eine schwache Grafik, die sich durch matschige Texturen und Clipping-Fehler auszeichne.

### Verkaufszahlen
Twisted Metal 2 übertraf die Verkaufszahlen des Vorgängers bei Weitem. Die PlayStation-Version des Titels wurde allein in den USA 1,74 Millionen Mal verkauft. Insgesamt war Twisted Metal 2 bislang der kommerziell erfolgreichste Titel der Twisted-Metal-Reihe, von dem Schätzungen zufolge über 2,4 Millionen Einheiten abgesetzt wurden.